# Pat Peake
Patrick Michael Peake (* 28. května 1973, Rochester, Michigan) je bývalý americký hokejový útočník a trenér.

## Hráčská kariéra

### Juniorská kariéra
V juniorské profesionální lize začínal na severu americké hokejové ligy (NAHL) v sezóně 1989/1990, kdy zaznamenal 33 gólů a 44 asistencí jen ve 34 odehraných zápasech. V následující sezóně, se stěhoval do Ontario Hockey League do týmu Detroit Compuware Ambassadors kde zaznamenal 90 bodů (39 gólů a 51 asistencí) v 63 zápasech. Tým z NHL Washington Capitals ho odměnil tím, že ho draftovali v roce 1991 v 1. kole (celkově 14.). Ještě ve svých 18 let se vrátil do Detroit Compuware Ambassadors v sezóně 1991/92 a zaznamenal 93 bodů (41 gólů, 52 asistencí) v 53 zápasech a dokonce debutoval v American Hockey League v týmu Baltimore Skipjacks ve kterém odehrál tři zápasy v nichž si připsal jeden gól. Poté se objevil v mistrovství světa juniorů v roce 1992 ve kterém zaznamenávat pět gólů v sedmi zápasech a americká reprezentace získala bronzové medaile. Sezóna 1992/93 byla jeho poslední, a nejúspěšnější v juniorský lize OHL ve kterých zaznamenal 136 bodů (58 gólů a 78 asistencí) v pouhých 46 her v Detroit Junior Red Wings a v lize OHL se stal nejlepším Američanem v sezóně. Na závěr svých 19 let odehrál sedm zápasů v mistrovství světa juniorů v roce 1993 kde vstřelil čtyři branky a devět asistencí.

### NHL a AHL kariéra
Jeho první sezóna v NHL 1993/94 odehrál v Capitals kdy jako nováček odehrál 51 zápasů v nichž zaznamenal 11 branek a 18 asistencí, s +1 za pobyt na ledě. Ve stejném roku zaznamenal na farmě Capitals v týmu Portland Pirates pět asistencí ve čtyřech odehraných zápasech ale playoff odehrál v Capitals kde odehrál osm zápasů kdy zaznamenal jednu asistenci. V příští sezóně 1994/95, odehrál jen 18 zápasů v Capitals kvůli mononukleóze, v nichž nasbíral jen čtyři body, a na farmě v Portland Pirates odehrál pět zápasů. V následujícím ročníku 1995/1996 v NHL byla jeho nejlepší kdy odehrál nejvíce zápasů v základní části 62 a vstřelil 17 branek a 19 asistencí a měl plus / minus hodnocení +7. Kromě toho si podruhé zahrál v playoff ve kterém vstřelil svůj první gól v playoff a poslední gól své kariéry.

### Zranění a odchodu do důchodu
Jeho kariéra byla předčasně ukončena kvůli několika vážným zraněním, kdy v playoff 1996 proti Pittsburgh Penguins si poranil patu na pravé noze které ho přimělo podstoupit rozsáhlé operace v nichž musel vynechat 67 zápasů v sezóně 1996/97. V sezóně 1996/97 se vrátil do týmu Portland Pirates kde ve třetím zápase si zlomil pravou ruku a po vyléčení stihl odehrát za Capitals pouhé čtyři zápasy. Do dalšího zápasu nemohl nastoupit protože měl automobilovou nehodu ve kterém utrpením otřes mozku, vozidlo řídil spoluhráč z Capital Steve Konowalchuk. Po zraněních se pokoušel vrátit zpět do hokeje a v sezóně 1997/98 v NHL odehrál svůj poslední zápas v kariéře ve kterém si roztrhl šlachy v pravém kotníku. Do profesionálního hokeje se nikdy nevrátil v důsledku pokračující bolest v jeho patě. Oficiální konec hráčské kariéry oznámil 1. září 1998. V roce 2005 se pustil do funkce v Capitals, pracovat jako sportovní manager cestovní kanceláře. Jeho výkon v Ontario Hockey League nešel nepovšimnutý, a jeho bývalý juniorský tým, pak známý jako Detroit Compuware Ambassadors dnes Plymouth Whalers vyřadili jeho číslo 14.

## Trenérská kariéra
Ročník 2013/14 a 2016/17 byl hlavním trenérem týmu Honeybaked do 16 let.

## Ocenění a úspěchy
- 1990 OHL - Jack Ferguson Award
- 1993 CHL - První All-Star Tým
- 1993 CHL - Player of the Year
- 1993 OHL - První All-Star Tým
- 1993 OHL - Red Tilson Trophy
- 1993 OHL - William Hanley Trophy

## Prvenství
- Debut v NHL - 15. října 1993 (Washington Capitals proti Philadelphia Flyers)
- První asistence v NHL - 16. října 1993 (Washington Capitals proti Buffalo Sabres)
- První gól v NHL - 18. listopadu 1993 (Pittsburgh Penguins proti Washington Capitals, americkému brankáři Tom Barrasso)

## Klubové statistiky
| Sezóna       | Klub                          | Soutěž       |     | Základní část | Základní část | Základní část | Základní část | Základní část |   | Play off | Play off | Play off | Play off | Play off |
| Sezóna       | Klub                          | Soutěž       | Z   | G             | A             | B             | TM            | Z             | G | A        | B        | TM       |          |          |
| 1989/1990    | Detroit Compuware Ambassadors | NAHL         | 34  | 33            | 44            | 77            | 48            | —             | — | —        | —        | —        |          |          |
| 1990/1991    | Detroit Compuware Ambassadors | OHL          | 63  | 39            | 51            | 90            | 54            | —             | — | —        | —        | —        |          |          |
| 1991/1992    | Detroit Compuware Ambassadors | OHL          | 53  | 41            | 52            | 93            | 44            | 7             | 8 | 9        | 17       | 10       |          |          |
| 1991/1992    | Baltimore Skipjacks           | AHL          | 3   | 1             | 0             | 1             | 4             | —             | — | —        | —        | —        |          |          |
| 1992/1993    | Detroit Junior Red Wings      | OHL          | 46  | 58            | 78            | 136           | 64            | 2             | 1 | 3        | 4        | 2        |          |          |
| 1993/1994    | Washington Capitals           | NHL          | 49  | 11            | 18            | 29            | 39            | 8             | 0 | 1        | 1        | 8        |          |          |
| 1993/1994    | Portland Pirates              | AHL          | 4   | 0             | 5             | 5             | 2             | —             | — | —        | —        | —        |          |          |
| 1994/1995    | Washington Capitals           | NHL          | 18  | 0             | 4             | 4             | 12            | —             | — | —        | —        | —        |          |          |
| 1994/1995    | Portland Pirates              | AHL          | 5   | 1             | 3             | 4             | 2             | 4             | 0 | 3        | 3        | 6        |          |          |
| 1995/1996    | Washington Capitals           | NHL          | 62  | 17            | 19            | 36            | 46            | 5             | 2 | 1        | 3        | 12       |          |          |
| 1996/1997    | Washington Capitals           | NHL          | 4   | 0             | 0             | 0             | 4             | —             | — | —        | —        | —        |          |          |
| 1996/1997    | Portland Pirates              | AHL          | 3   | 0             | 2             | 2             | 0             | —             | — | —        | —        | —        |          |          |
| 1997/1998    | Washington Capitals           | NHL          | 1   | 0             | 0             | 0             | 4             | —             | — | —        | —        | —        |          |          |
| Celkem v NHL | Celkem v NHL                  | Celkem v NHL | 134 | 28            | 41            | 69            | 105           | 13            | 2 | 2        | 4        | 20       |          |          |
| Celkem v AHL | Celkem v AHL                  | Celkem v AHL | 15  | 1             | 10            | 11            | 11            | 4             | 0 | 3        | 3        | 6        |          |          |

## Reprezentace
| Rok                       | Tým                       | Soutěž                    | Z  | G | A  | B  | TM |
| ------------------------- | ------------------------- | ------------------------- | -- | - | -- | -- | -- |
| 1992                      | USA 20                    | MSJ                       | 7  | 1 | 5  | 6  | 4  |
| 1993                      | USA 20                    | MSJ                       | 7  | 4 | 9  | 13 | 18 |
| Juniorská kariéra celkově | Juniorská kariéra celkově | Juniorská kariéra celkově | 14 | 5 | 14 | 19 | 22 |